# Guidisme et Scoutisme en Belgique
Pour les articles homonymes, voir GSB.
Guidisme et Scoutisme en Belgique (GSB) est une organisation scoute nationale (OSN) de scoutisme et guidisme belges, membre de l'Organisation mondiale du mouvement scout de l'Association mondiale des guides et des éclaireuses.

## Historique
Elle rassemble cinq associations, trois francophones et deux néerlandophones :
- Scouts en Gidsen Vlaanderen (traduction : Scouts et Guides de Flandre) ;
- Les Scouts - Fédération Les Scouts Baden-Powell de Belgique (aussi active dans la Communauté germanophone de Belgique) ;
- Les Guides catholiques de Belgique (aussi appelée « Les Guides » ou « Les GCB » ) (aussi active dans la Communauté germanophone de Belgique et la Communauté néerlandophone de Belgique) ;
- Les Scouts et Guides pluralistes (SGP) ;
- FOS Open Scouting (traduction : FOS Scoutisme pluraliste).

En Belgique, le scoutisme représente à peu près 190 000 membres, répartis dans cinq associations, et 18 % des jeunes (-18 ans) sont affiliés à un mouvement scout.[réf. nécessaire]
De plus, il est estimé que 8 jeunes sur 10 ont fréquenté les mouvements de jeunesse au moins une fois dans leur vie.[réf. nécessaire]